# 13 Piscium
13 Piscium är en orange jätte i stjärnbilden  Fiskarna. 
13 Psc har visuell magnitud +6,38 och är nätt och jämnt synlig för blotta ögat vid god seeing. Den befinner sig på ett avstånd av ungefär 675 ljusår.